# Morten Lauridsen
Morten Lauridsen, född 27 februari 1943 i Colfax i Washington, är en amerikansk kompositör. Han har haft en professur i komposition vid University of Southern California Thornton School of Music i mer än 40 år.
Lauridsen är en av de mest spridda moderna anglosaxiska kompositörerna av körmusik, tillsammans med andra som Eric Whitacre, James Mulholland, Z. Randall Stroope och Paul Halley. Han har skrivit både profana och sakrala verk.
Han har haft residens som gästkompositör / föreläsare vid över 100 universitet och har fått hedersdoktorer från Oklahoma State University, Westminster Choir College, King's College, University of Aberdeen, Skottland och Whitman College. År 2016 tilldelades han ASCAP Foundation Life in Music Award. I slutet av februari 2020, meddelade han att han var på väg att pensionera sig från sin professorstjänst. 
Lauridsen delar nu sin tid mellan Los Angeles och sitt hem i San Juan Archipelago vid staten Washingtons nordkust.

## Kompositioner
Lauridsen har komponerat en uppsjö av olika verk: Les Chansons des Roses (Rilke), Mid-Winter Songs (Graves), A Winter Come (Moss), Madrigali: Six "FireSongs" on Italian Renaissance Poems, Nocturnes (Rilke, Neruda and Agee) , Cuatro Canciones (Lorca), Four Madrigals on Renaissance Texts, A Backyard Universe, Five Songs on American Poems (Moss, Witt, Gioia and Agee) och Lux Aeterna - hans serie av sakrala a cappella-motetter; (O Magnum Mysterium, Ave Maria, O Nata Lux, Ubi Caritas et Amor och Ave Dulcissima Maria) och många instrumentala verk som spelas regelbundet av framstående artister och ensembler över hela världen. Verken O Magnum Mysterium, Dirait-on (från Les Chansons des Roses), O Nata Lux (från Lux Aeterna) och Sure On This Shining Night (från Nocturnes) är några av de bäst säljande genom tiderna bland verk distribuerade av Theodore Presser, i verksamhet sedan 1783.

## Vokalverk
- -A Winter Come (baserad på dikter av Howard Moss)
  - I. When Frost Moves Fast
  - II. As Birds Come Nearer
  - III. The Racing Waterfall
  - IV. A Child Lay Down
  - V. Who Reads By Starlight
  - VI. And What Of Love
- -Les Chansons des Roses (1993) (cykel baserad på dikter av Rainer Maria Rilke) Kör och piano
  - I. En Une Seule Fleur
  - II. Contre Qui, Rose
  - III. De Ton Rêve Trop Plein
  - IV. La Rose Complete
  - V. Dirait-on
- -Lux Aeterna (1997) (en välkänd cykel inom hans sakrala produktion) Kammarkör och orkester /  orgel
  - I. Introitus
  - II. In Te, Domine, Speravi
  - III. O Nata Lux
  - IV. Veni, Sancte Spiritus
  - V. Agnus Dei
- -Madrigales: Seis "Firesongs" on Italian Renaissance Poems En cappellakör
  - I. Ov'è, Lass', Il Bel Viso?
  - II. Quando Son Piu Lontan
  - III. Amor, Io Sento L'alma
  - IV. Io Piango
  - V. Luci Serene e Chiare
  - VI. Se Per Havervi, Oime
- -Mid-Winter Songs (baserad på dikter av Robert Graves) Röst och piano
  - I. Lament for Pasiphae
  - II. Like Snow
  - III. She Tells Her Love While Half Asleep
  - IV. Mid-Winter Waking
  - V. Intercession in Late October
- -Nocturnos (2005)
  - I. Sa Nuit d'Été
  - II. Soneto de la Noche
  - III. Sure on this Shining Night
- -O Magnum Mysterium (1994) En cappellakör
- -Ubi Caritas et Amor En cappellakör
- -Cuatro Canciones (baserad på dikter av Lorca) Sopran, klarinett, cello och piano